# ملا حمزة
ملاحمزة (بالفارسية: ملاحمزه) هي مستوطنة تقع في قسم تشاراويماق الجنوبي الغربي الريفي في إيران. يقدر عدد سكانها بـ 38 نسمة .